# Італійська зірка
Зірка Італії — британська медаль, якою нагороджувались учасники Італійської кампанії під час Другої світової війни.
Медаль вручалась на відзнаку участі у бойових діях в Італії, Греції, Югославії, в Егейському морі та прилеглих територіях і островах у період з 11 червня 1943 до 8 травня 1945 року. Також медаллю нагороджувались учасники бойових дій на інших територіях:
- Сицилія — 11 червня 1943 — 17 серпня 1943
- Сардинія — 11 червня 1943 — 19 вересня 1943
- Корсика — 11 червня 1943 — 4 жовтня 1943

Разом Зіркою було нагороджено 91 000 осіб, включаючи канадських військовослужбовців.

## Опис
- Зірка Італії є шестипроменевою зіркою жовтого сплаву цинку з міддю висотою 44 мм та максимальною шириною 38 мм.
- На лицьовому боці зображено вензель короля Георга VI, увінчаний короною. Колом накреслено напис «Зірка Італії».
- Реверс медалі чистий. Нагороди, що вручались австралійським та південноафриканським військовослужбовцям, містять імена нагороджених.
- Стрічка медалі виконана у кольорах італійського прапора.